# Iole propinqua
El bulbul ojigrís (Iole propinqua) es una especie de ave paseriforme de la familia Pycnonotidae propia del sudeste asiático.

## Taxonomía
El bulbul ojigrís fue descrito científicamente por el zoólogo francés Émile Oustalet en 1903, como Criniger propinquus. Posteriormente fue trasladado al género Iole, aunque algunas autoridades lo clasificaron en el género Hypsipetes.
En la actualidad se reconocen cinco subespecies:
- I. p. aquilonis - (Deignan, 1948): se encuentra en el sur de China y el noreste de Vietnam;
- I. p. propinqua - (Oustalet, 1903): se extiende desde el este de Birmania al sur de China, el norte de Tailandia y el norte de Indochina;
- I. p. simulator - (Deignan, 1948): presente en el sureste de Tailandia y el sur Indochina;
- I. p. innectens - (Deignan, 1948): se localiza en el extremo sur de Vietnam;
- I. p. myitkyinensis - (Deignan, 1948): se encuentra en el noreste y el este de Birmania.